# Pomnik Leona Schillera w Warszawie
Pomnik Leona Schillera – monument znajdujący się przy ul. Karasia róg ul. Oboźnej w Warszawie.

## Opis
Brązowe popiersie polskiego reżysera teatralnego Leona Schillera zostało wykonane przez Mariana Wnuka w 1961. 
Monument został odsłonięty przy budynku Teatru Polskiego w listopadzie 1988.